# Gabriele Kröcher-Tiedemann
 (juillet 2010).
Si vous disposez d'ouvrages ou d'articles de référence ou si vous connaissez des sites web de qualité traitant du thème abordé ici, merci de compléter l'article en donnant les références utiles à sa vérifiabilité et en les liant à la section « Notes et références ».
Pour les articles homonymes, voir Tiedemann.
Gabriele Kröcher-Tiedemann, née à Ziegendorf le 18 mai 1951 et morte le 7 octobre 1995, est une terroriste d'extrême Gauche allemande. Elle est membre fondatrice du Mouvement du 2 juin à Berlin en 1972.

## Biographie
Gabriele Kröcher-Tiedemann fréquente une école secondaire à Bielefeld avant de déménager à Berlin, afin d'y étudier la politique et la sociologie. Membre d'une commune de vie collective à Berlin, elle s'oppose à l'occupation américaine en Allemagne après la Seconde Guerre mondiale. En 1973, elle blesse un policier dans un parking de Buchen après qu'il a tenté de l'arrêter pour avoir volé des plaques d'immatriculation. Elle est arrêtée puis condamnée à huit ans de prison.
Elle est libérée et envoyée au Yémen en 1975 dans un échange qui inclut l'ancien candidat à la mairie de Berlin-Ouest pour l'Union chrétienne-démocrate d'Allemagne Peter Lorenz. Elle devient alors membre des Revolutionäre Zellen.
Le 20 décembre 1975, elle accompagne Ilich Ramírez Sánchez lors d'un raid au siège de l'Organisation des pays exportateurs de pétrole à Vienne. Durant cette opération, elle tue deux personnes : un policier du nom d'Anton Tichler et un garde de sécurité irakien. Alors qu'ils tentaient de la maîtriser, Gabriele Kröcher-Tiedemann sort un deuxième pistolet et atteint mortellement un des deux hommes à la tête. Le raid est un succès et le 22 décembre, 42 otages ainsi que les preneurs d'otages se rendent à Alger, puis à Tripoli, avant de revenir à Alger. Tous les otages sont libérés par la suite.
En novembre 1977, Gabriele Kröcher-Tiedemann travaille de nouveau avec le Mouvement du 2 juin. Ils enlèvent un milliardaire autrichien, Walter Palmers, et réussissent à obtenir une rançon de 2 millions de dollars en échange de sa liberté. 
Elle réapparaît en décembre 1977 aux côtés de Christian Möller lorsqu'elle tire sur deux douaniers suisses qui tentent de l'arrêter au passage de la douane à Fahy, à 10 km de Porrentruy. Les deux hommes, Pierre Oberli et Marc Hayoz, sont blessés au torse et à la jambe. Arrêtée, une fouille de ses bagages révèle la présence d'armes, de faux documents, des plans de l'ambassade d'Israël à Berlin et 20 000 dollars provenant de la rançon Palmers.

## Emprisonnement et mort
Gabriele Kröcher-Tiedemann passe les dix années suivantes dans une prison suisse. En 1987, elle est extradée vers l'Allemagne, où elle est mise en accusation pour son rôle dans le raid de l'OPEP. Par crainte de représailles, de nombreux témoins se taisent. Faute de preuves, elle est acquittée en mai 1990.
Libérée en 1991, elle connaît de graves problèmes de santé, l'amenant sur la table d'opération cinq fois en 1992. Le 7 octobre 1995, Gabriele Kröcher-Tiedemann succombe d'un cancer à l'âge de 44 ans.
Elle était l’épouse de Norbert Kröcher (en).